# Alicja Gęścińska
Alicja Anna Gęścińska (ur. 1981 w Warszawie) – polsko-belgijska filozofka, pisarka i publicystka.  

## Życiorys
W 1988 roku przeprowadziła się wraz z rodziną do Belgii. Przez kilka miesięcy mieszkali w ośrodku dla uchodźców w Brukseli. Rodzice osiedlili się w miejscowości Lede, we wschodniej Flandrii, gdzie chodziła do szkoły i tam nauczyła się języka niderlandzkiego. W 2007 roku ukończyła studia na wydziale etyki Uniwersytetu Gandawskiego z najwyższą oceną summa cum laude.
W latach 2007–2008 prowadziła badania na Uniwersytecie Warszawskim. W 2008 roku rozpoczęła studia doktoranckie w Gandawie. W 2011 roku ukazała się jej pierwsza książka Gęścińskiej Podbój wolności, za którą otrzymała nagrodę Boekenprijs deMens.nu. W 2012 roku uzyskała stopień doktora filozofii za pracę na temat myśli Maxa Schelera i Karola Wojtyły. W tym samym roku rozpoczęła współpracę z holenderską gazetą Trouw, w której prowadziła rubrykę „Filozoficzna jedenastka”. W latach 2013–2014 pracowała na Wydziale Politologii Uniwersytetu Princeton. W 2014 roku ukazała się jej monografia o Leszku Kołakowskim. W latach 2014–2016 prowadziła wykłady w Amherst College. W 2016 roku ukazała się jej debiutancka powieść Pewnego rodzaju miłość. W tym samym roku wróciła ze Stanów Zjednoczonych do Belgii, gdzie prowadziła autorski program „Wanderlust” w telewizji belgijskiej Canvas, w którym rozmawiała z wybitnymi postaciami XXI wieku: pisarzami, filozofami, dziennikarzami, ludźmi sztuki. Jej gośćmi byli m.in. brytyjski filozof Roger Scruton, flamandzkie pisarki Conny Palmen i Lieve Joris, polski reżyser Krzysztof Zanussi. W 2017 roku powieść została nagrodzona Debuutprijs, flamandzką nagrodą za najlepszy debiut literacki.   

## Życie prywatne
Jej mężem jest belgijski tłumacz i slawista, Steven. Mają trzech synów.